# Daimí Pernía
Pour les articles homonymes, voir Pernia.
Daimí Pernía Figueroa (née le 27 décembre 1976 à Pinar del Río) est une athlète cubaine, spécialiste du 400 mètres haies.

## Biographie
Ancienne joueuse de basket-ball, elle ne perça qu'en 1999, en baissant son meilleur temps de 55 s 51 à 52 s 89 et en remportant les Championnats du monde à Séville.

### Palmarès
| Date | Compétition                                      | Lieu                 | Résultat | Épreuve     | Performance   |
| ---- | ------------------------------------------------ | -------------------- | -------- | ----------- | ------------- |
| 1994 | Championnats du monde juniors                    | Lisbonne             | 7e       | 4 × 400 m   | 3 min 37 s 95 |
| 1995 | Championnats d'Amérique centrale et des Caraïbes | Guatemala            | 1re      | 4 × 400 m   | 3 min 27 s 86 |
| 1997 | Championnats d'Amérique centrale et des Caraïbes | San Juan             | 2e       | 400 m haies | 56 s 14       |
| 1997 | Universiade                                      | Catane               | 3e       | 400 m haies | 56 s 13       |
| 1997 | Universiade                                      | Catane               | 2e       | 4 × 400 m   | 3 min 29 s 00 |
| 1999 | Universiade                                      | Palma de Majorque    | 1re      | 400 m haies | 53 s 95       |
| 1999 | Jeux panaméricains                               | Winnipeg             | 1re      | 400 m haies | 53 s 44       |
| 1999 | Jeux panaméricains                               | Winnipeg             | 1re      | 4 × 400 m   | 3 min 26 s 70 |
| 1999 | Championnats du monde                            | Séville              | 1re      | 400 m haies | 52 s 89       |
| 2000 | Jeux olympiques                                  | Sydney               | 4e       | 400 m haies | 53 s 68       |
| 2000 | Jeux olympiques                                  | Sydney               | 8e       | 4 × 400 m   | 3 min 29 s 47 |
| 2001 | Championnats du monde                            | Edmonton             | 3e       | 400 m haies | 54 s 51       |
| 2001 | Goodwill Games                                   | Brisbane             | 6e       | 400 m haies | 56 s 32       |
| 2001 | Goodwill Games                                   | Brisbane             | 3e       | 4 × 400 m   | 3 min 28 s 07 |
| 2002 | Coupe du monde des nations                       | Madrid               | 1re      | 4 × 400 m   | 3 min 23 s 53 |
| 2003 | Jeux panaméricains                               | Saint-Domingue       | 2e       | 400 m haies | 55 s 10       |
| 2004 | Championnats ibéro-américains                    | Huelva               | 1re      | 400 m haies | 54 s 84       |
| 2006 | Jeux d'Amérique centrale et des Caraïbes         | Carthagène des Indes | 1re      | 400 m haies | 55 s 32       |
| 2006 | Jeux d'Amérique centrale et des Caraïbes         | Carthagène des Indes | 3e       | 4 × 400 m   | 3 min 36 s 34 |
| 2006 | Coupe du monde des nations                       | Athènes              | 5e       | 4 × 400 m   | 54 s 60       |
| 2007 | Jeux panaméricains                               | Rio de Janeiro       | 8e       | 400 m haies | 59 s 71       |
| 2007 | Jeux panaméricains                               | Rio de Janeiro       | 1re      | 4 × 400 m   | 3 min 27 s 51 |
| 2007 | Championnats du monde                            | Osaka                | 7e       | 4 × 400 m   | 3 min 27 s 05 |

### Records
| Épreuve          | Performance | Lieu    | Date            |
| ---------------- | ----------- | ------- | --------------- |
| 400 mètres       | 51 s 10     | Getafe  | 10 juillet 2001 |
| 400 mètres haies | 52 s 89     | Séville | 25 août 1999    |